# Gunnar Kvaran
Gunnar Kvaran (født 16. januar 1944) er en islandsk cellist. Han blev født i Reyjavik og studerede blandt andet hos Erling Blöndal Bengtsson i København og Réne Flachot i Basel og Paris. Han har spillet med blandt andet Sjællands Symfoniorkester, Odense Symfoniorkester og Det Islandske Nationalsymfoniorkester. Han underviste på Det Kongelige Danske Musikkonservatorium fra 1968-1974. Nu er han professor i cello og kammermusik ved Det Islandske Universitet for kunst.
1. ↑  Navnet er anført på engelsk og stammer fra Wikidata hvor navnet endnu ikke findes på dansk.